# Andreas Dittmann (Geograph)
Andreas Dittmann (* 25. Mai 1959 in Worms) ist ein deutscher Geograf.

## Leben
1980 begann er an der Philipps-Universität Marburg Geographie zu studieren und zusätzlich ab 1981 Ethnologie. Das Geographie-Studium beendete er 1987 mit einer Diplomarbeit „Zur Paläogeographie der ägyptischen Eastern Desert“; in Ethnologie wurde er 1989 in Marburg mit einer Arbeit zu „Das Kochen mit Steinen – Ein Beitrag zur Entwicklungsgeschichte der Nahrungszubereitung“ promoviert.
Nach seinem Diplom wechselte Dittmann als Wissenschaftlicher Mitarbeiter an die Universität Bonn; nach seiner Promotion wurde er in Bonn als Wissenschaftlicher Assistent weiterbeschäftigt, ab 1995 als Wissenschaftlicher Angestellter.
2001 habilitierte er sich über  die „Entwicklung und Dynamik zentralörtlicher Systeme in peripheren Hochgebirgen. Das Beispiel Karakorum/Pakistan“ für Geografie.
Seit 2007 ist Dittmann Professor für Anthropogeographie und Geographische Entwicklungsforschung an der Justus-Liebig-Universität Gießen.

## Forschung
Zu seinen laufenden Projekten gehören der Geopark Westerwald, Ökotourismus in den Usambara-Bergen und Solarenergie in Wüstengebieten.